# كازوناري موراكامي
كازوناري موراكامي (باليابانية: 村上和成؛ بالكانا: むらかみ かずなり) هو مصارع محترف ياباني، ولد في 29 نوفمبر 1973 في Nei District, Toyama ‏ في اليابان.

## وصلات خارجية
- كازوناري موراكامي على موقع شيردوغ (الإنجليزية)
- كازوناري موراكامي على موقع CageMatch worker (الإنجليزية)
- كازوناري موراكامي على موقع قاعدة بيانات المصارعة على الإنترنت (الإنجليزية)
- كازوناري موراكامي على موقع IMDb (الإنجليزية)